# Receptor adrenérgico alfa 1
O receptor adrenérgico α1 é um dos tipos de receptores adrenérgicos, acoplados à proteína G (GPCRs) associados á proteína G heterotrimérica Gq. Ele está presente na membrana plasmática de certas células e sua função principal é a de promover a ativação da enzima fosfolipase C, que atua clivando um lipídeo de membrana, o fosfatidilinositol 4,5 bifosfato (PIP 2), em seus subprodutos trifosfato de inositol (IP3) e diacilglicerol (DAG). Os receptores α1-adrenérgicos são subdivididos em três subtipos altamente homólogos, isto é, subtipos de receptores α1A-, α1B- e α1D-adrenérgicos. Não há receptor α1C. Houve uma época em que havia um subtipo conhecido como α1C, mas descobriu-se que era idêntico ao subtipo de receptor α1A previamente descoberto.[1] Para evitar confusão, a nomeação foi continuada com a letra D. Catecolaminas como norepinefrina (noradrenalina) e epinefrina (adrenalina) sinalizam através dos receptores α1-adrenérgicos nos sistemas nervoso central e periférico. A estrutura cristalina do subtipo de receptor α1B-adrenérgico foi determinada em complexo com o agonista inverso (+)-ciclazosina. Entre suas principais ações estão a vasoconstrição, broncoconstrição, secreção salivar, contração dos esfíncteres gastrointestinais, contração da íris (midríase), glicogenólise hepática e relaxamento da musculatura lisa do trato gastrointestinal. 

## Efeitos
O receptor α1-adrenérgico tem várias funções gerais em comum com o receptor α2-adrenérgico, mas também tem efeitos específicos próprios. Os receptores α1 mediam principalmente a contração do músculo liso, mas também têm funções importantes em outros lugares.[O neurotransmissor norepinefrina tem maior afinidade pelo receptor α1 do que o hormônio adrenalina.

### Músculo liso
Nas células musculares lisas dos vasos sanguíneos, o principal efeito da ativação desses receptores é a vasoconstrição. Os vasos sanguíneos com receptores α1-adrenérgicos estão presentes na pele, nos esfíncteresdo sistema gastrointestinal, no rim (arteria renal)e no cérebro.[Durante a resposta de luta ou fuga, a vasoconstrição resulta em diminuição do fluxo sanguíneo para esses órgãos. Isso explica a aparência pálida da pele de um indivíduo quando assustado.
Também induz a contração do esfíncter uretral internoda bexiga urinária, embora esse efeito seja menor em comparação com o efeito relaxante dos receptores β2-adrenérgicos. Em outras palavras, o efeito geral dos estímulos simpáticos na bexiga é o relaxamento, a fim de inibir a micção após a antecipação de um evento estressante. Outros efeitos no músculo liso são a contração em:
- Ureter
- Útero (quando grávida): isso é menor em comparação com os efeitos relaxantes do receptor β2, dos quais agonistas - notavelmente salbutamol/salbutamol - foram anteriormente usados para inibir o trabalho de parto prematuro.
- Esfíncter uretral
- Bronquios (embora menor ao efeito relaxante do receptor β2 nos bronquíolos)
- Músculo dilatador da íris
- Trato seminal,resultando em ejaculação

### Neuronal
A ativação dos receptores α1-adrenérgicos produz anorexia e medeia parcialmente a eficácia de inibidores de apetite como fenilpropanolamina e anfetamina no tratamento da obesidade.[Demonstrou-se que a norepinefrina diminui a excitabilidade celular em todas as camadas do córtex temporal, incluindo o córtex auditivo primário. Em particular, a norepinefrina diminui os potenciais glutamatérgicos e pós-sinápticos excitatórios pela ativação de receptores α1-adrenérgicos.[A norepinefrina também estimula a liberação de serotonina ligando os receptores α1-adrenérgicos localizados nos neurônios serotonirgicos na raphe.Os subtipos de receptores α1-adrenérgicos aumentam a inibição no sistema olfativo, sugerindo um mecanismo sináptico para a modulação noadrenérgica dos comportamentos

### outro
- Efeitos inotrópicos positivos e negativos no músculo cardíaco
- Secreção da glândula salivar
- Aumentar os níveis de potássio salivar
- Glicogenólise e gliconeogênese no fígado.
- Secreção das glândulas sudoríparas
- Contração do urotélio da bexiga urinária e da lâmina própria
- Reabsorção de Na+ do rim
  - Estimular o túbulo proximal NHE3
  - Estimular o túbulo proximal basolateral Na-K ATPase
- Ative as respostas mitogênicas e regule o crescimento e a proliferação de muitas células
- Envolvido na detecção de feedback mecânico nos neurônios motores hipoglossos que permitem uma facilitação a longo prazo da respiração em resposta a apneias repetidas.

## Cascata de Sinalização
Os receptores α1-adrenérgicos são membros da super família de receptores acoplados a proteínas G. Após a ativação, uma proteína G heterotrimérica, Gq, ativafosfolipase C (PLC), que causafosfatidilinositol a ser transformado emtrisfosfato de inositol (IP3) ediacilglicerol (DAG).Enquanto o DAG permanece perto da membrana, o IP3 se difunde no citosol e encontra o receptor IP3no retículo endoplasmático, desencadeando a liberação de cálcio das reservas. Isso desencadeia mais efeitos, principalmente através da ativação de uma enzima Proteína Quinase C. Esta enzima, como quinase, funciona por fosforilação de outras enzimas que causam sua ativação, ou por fosforilação de certos canais, levando ao aumento ou diminuição da transferência de eletrólitos dentro ou fora da célula.

## Atividade durante o exercício
Durante o exercício, os receptores α1-adrenérgicos nos músculos ativos são atenuados de maneira dependente da intensidade do exercício, permitindo que os receptores β2-adrenérgicos que medeiam a vasodilatação dominem.[Em contraste com os receptores α2-adrenérgicos, os receptores α1-adrenérgicos na vasculatura arterial do músculo esquelético são mais resistentes à inibição, e a atenuação da vasoconstrição mediada por receptores α1-adrenérgicos ocorre apenas durante o exercício pesado.[
Observe que apenas os receptores α1-adrenérgicos do músculo ativo serão bloqueados. O músculo em Repouso não terá seus receptores α1-adrenérgicos bloqueados e, portanto, o efeito geral será a vasoconstrição mediada por α1-adrenérgico. 